# Margaret Hamilton (attrice)
Margaret Hamilton (Cleveland, 9 dicembre 1902 – Salisbury, 16 maggio 1985) è stata un'attrice statunitense.
Nota al grande pubblico per aver interpretato il ruolo della Malvagia Strega dell'Ovest nel film Il mago di Oz del 1939, nella sua carriera Hamilton ha recitato in numerosi serial radiofonici, serie televisive, film e musical a Broadway.

## Biografia
Nacque da Walter J. Hamilton e Jennie Adams a Cleveland, Ohio, e frequentò la Hathaway Brown School a Shaker Heights, Ohio. Dopo aver conseguito il titolo di studio si dedicò all'insegnamento per la scuola dell'infanzia. Iniziò a recitare per hobby nel 1923 e, grazie al successo conseguito, si dedicò principalmente alla carriera di attrice, senza però mai abbandonare completamente la professione di insegnante.
Nel 1929 viene scelta alla Cleveland Play House come intrattenitrice degli spettacoli teatrali presso il Charles S. Brooks Theater.  Nel 1932 debuttò in teatro sui grandi palcoscenici di New York.  Nel 1939 prese parte al film Il mago di Oz, interpretando magistralmente la Malvagia strega dell'Ovest, creando non solo il suo ruolo più famoso, ma anche uno dei "cattivi" più memorabili del grande schermo. Fu scelta al posto di Gale Sondergaard, che inizialmente aveva accettato il ruolo, ma che poi lo rifiutò quando apprese che la strega doveva apparire brutta. In seguito lavorò in molti altri film riscuotendo sempre un buon successo personale, e in alcune produzioni televisive, oltre a prendere parte anche ad alcuni spot pubblicitari. Recitò in diversi musical, tra cui A Little Night Music.
Margaret Hamilton compare nella serie televisiva originale degli anni sessanta La famiglia Addams (The addams family), creata dal produttore David Levy assieme a Charles Addams, basandosi sui personaggi della famiglia Addams, creata da quest'ultimo a partire dal 1938 per le vignette sul periodico The New Yorker. L'attrice vi interpreta il personaggio di Hester Frump, mamma di Morticia Addams (Carolyn Jones), sorella dello Zio Fester (Jackie Coogan) e nonna di Mercoledì (Lisa Loring) e Pugsley (Ken Weatherwax), comparendo nei tre episodi della  seconda stagione Il romanzo di Morticia (prima parte), Il romanzo di Morticia (seconda parte) e Tanti auguri, Nonna Frumy.
Colpita dalla malattia di Alzheimer, l'attrice morì nel sonno, a seguito di un attacco di cuore, il 16 maggio 1985 a 82 anni a Salisbury (Connecticut). Venne cremata al Poughkeepsie Rural Cemetery e le sue ceneri furono disperse ad Amenia, New York.

## Vita privata
La Hamilton rimase sempre amica dell'attore Ray Bolger, con lei nel film Il mago di Oz. Residente a Manhattan per la maggior parte della sua vita, nel 1931 sposò Paul Boynton Meserve, da cui divorziò nel 1938. Ebbero un figlio, Hamilton Wadsworth (nato nel 1936), che lei crebbe da sola. Ebbe tre nipoti, Christopher, Scott, e Margaret.

## Filmografia parziale

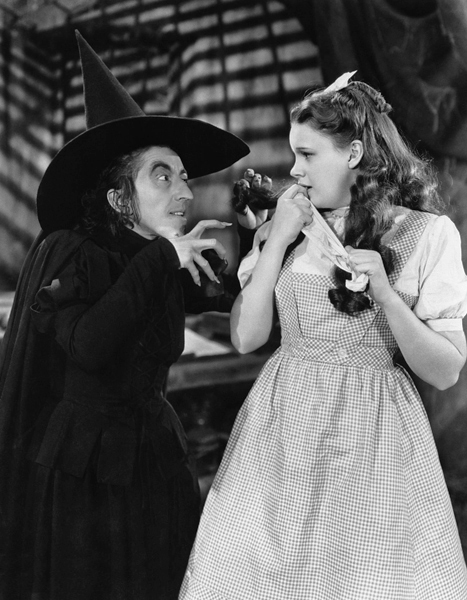
Margaret Hamilton e Judy Garland ne Il mago di Oz (1939)

### Cinema
- Strettamente confidenziale (Broadway Bill), regia di Frank Capra (1934)
- Cuori incatenati (Way Down East), regia di Henry King (1935)
- La calunnia (These Three), regia di William Wyler (1936)
- Nel mondo della luna (The Moon's Our Home), regia di William A. Seiter (1936)
- La sedia del testimone (The Witness Chair), regia di George Nichols Jr. (1936)
- Sono innocente (You Only Live Once), regia di Fritz Lang (1937)
- Saratoga, regia di Jack Conway (1937)
- Quando la vita è romanzo (I'll Take Romance), regia di Edward H. Griffith (1937)
- Nulla sul serio (Nothing Sacred), regia di William A. Wellman (1937)
- Le avventure di Tom Sawyer (The Adventures of Tom Sawyer), regia di Norman Taurog (1938)
- Un bandito in vacanza (A Slight Case of Murder), regia di Lloyd Bacon (1938)
- La quadriglia dell'illusione (Four's a Crowd), regia di Michael Curtiz (1938)
- Il mago di Oz (The Wizard of Oz), regia di Victor Fleming (1939)
- Piccoli attori (Babes in Arms), regia di Busby Berkeley (1939)
- Mia bella pollastrella (My Little Chickadee), regia di Edward F. Cline (1940)
- La donna invisibile (The Invisible Woman), regia di A. Edward Sutherland (1940)
- Letti gemelli (Twin Beds), regia di Tim Whelan (1942)
- Città senza uomini (City Without Men), regia di Sidney Salkow (1943)
- Alba fatale (The Ox-Bow Incident), regia di William A. Wellman (1943)
- Johnny Come Lately, regia di William K. Howard (1943)
- Meglio un mercoledì da leone (The Sin of Harold Diddlebock), regia di Preston Sturges (1947)
- Disonorata (Dishonored Lady), regia di Robert Stevenson (1947)
- Fiore selvaggio (Driftwood), regia di Allan Dwan (1947)
- Lo stato dell'Unione (State of the Union), regia di Frank Capra (1948)
- Primavera di sole (The Sun Comes Up), regia di Richard Thorpe (1949)
- Minuzzolo (The Red Pony), regia di Lewis Milestone (1949)
- La Venere di Chicago (Wabash Avenue), regia di Henry Koster (1950)
- La gioia della vita (Riding High), regia di Frank Capra (1950)
- La gente mormora (People Will Talk), regia di Joseph L. Mankiewicz (1951)
- I 13 fantasmi (13 Ghosts), regia di William Castle (1960)
- Paradise Alley, regia di Hugo Haas (1962)
- Rosie!, regia di David Lowell Rich (1967)
- Anche gli uccelli uccidono (Brewster McCloud), regia di Robert Altman (1970)
- Rapina record a New York (The Anderson Tapes), regia di Sidney Lumet (1971)
- Ritorno a Oz (Journey Back to Oz), regia di Hal Sutherland (1974) - voce

### Televisione
- The Alcoa Hour – serie TV, episodio 2x05 (1956)
- La famiglia Addams (The addams family) - serie TV, episodi 2x02-2x03-2x22 (1965-1966) - Hester Frump
- Sesamo apriti (Sesame Street) – serie TV, episodio 847 (1976)

## Doppiatrici italiane
Nelle versioni in italiano delle opere in cui ha recitato, Margaret Hamilton è stata doppiata da:
- Wanda Tettoni ne Il mago di Oz, L'indiavolata pistolera, Fiore selvaggio, La gente mormora, Rosie
- Maria Saccenti ne Lo stato dell'unione, Rapina record a New York
- Zoe Incrocci in Primavera di sole
- Lola Braccini ne La gioia della vita
- Evelina Maggi ne Lo stato dell'unione (ridoppiaggio non più in uso)
- Anna Teresa Eugeni ne Il mago di Oz (ridoppiaggio TV 1982)
- Franca Nuti ne Il mago di Oz (ridoppiaggio VHS 1985)
- Francesca Palopoli ne La famiglia Addams (ed. Mediaset)

Da doppiatrice è sostituita da:
- Monica Pariante in Ritorno a Oz (doppiaggio tardivo)